# Co ty na to, tato?
Co ty na to, tato? – oryginalna nazwa "Parental Control", amerykański program rozrywkowy o zdesperowanych rodzicach szukających nowych partnerów życiowych dla swoich pociech. Ponieważ dotychczasowi partnerzy ich dzieci nie do końca im odpowiadają i jedynym sposobem na pozbycie się tej drugiej osoby jest podsunięcie synowi/córce ciekawych nowych osób, które być może zdołają zainteresować ich dzieci na tyle, że te zdecydują się porzucić dla nich swojego dotychczasowego partnera/partnerkę. Wyboru nowej miłości dokonują zarówno ojcowie, jak i matki. Potem oni i dotychczasowa dziewczyna/chłopak ich pociechy podglądają i komentują poszczególne randki ich synów lub córek z potencjalnymi kandydatkami i kandydatami na przyszłych partnerów, nie szczędząc kąśliwych komentarzy na temat kandydatów. Pod koniec programu dzieci wybierają, z kim mają zostać: z dotychczasowym partnerem czy z nowo poznaną osobą.